# Belvedere di Enna

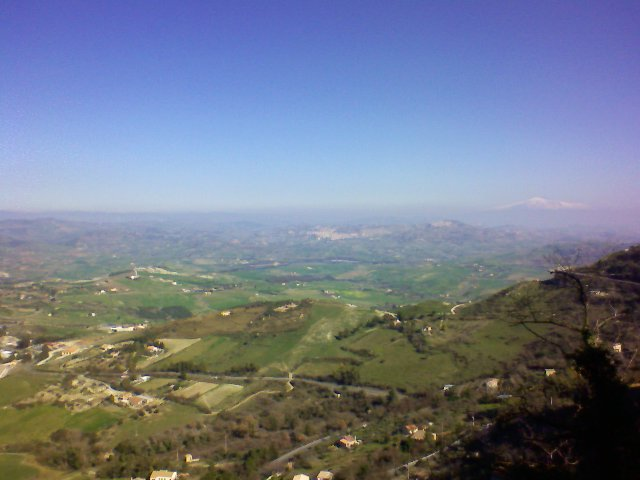
Panorama ammirabile dal Belvedere di Enna con l'Etna all'orizzonte

Il Belvedere di Enna, storicamente intitolato a Guglielmo Marconi e poi a Francesco Crispi, è una piazza panoramica del centro storico di Enna considerata il salotto della città.

## La piazza
L'ampia piazza, realizzata nel 1927 ed inclusa tra le opere pubbliche che mutarono, in epoca fascista, il volto di Enna, appena eretta a capoluogo dell'omonima provincia, affaccia su un vastissimo panorama ai piedi del monte su cui sorge la città.
Il Belvedere è una piazza rettangolare, al cui centro troneggia la Fontana del ratto di Proserpina, struttura in marmo di grande suggestione su cui spicca la statua bronzea rappresentante il ratto. Attorno si stringono verdi siepi su cui svettano alti pini secolari.
Oltre alla Fontana del Ratto e al notevole corrimano con colonnine e vasi artistici anch'essi marmorei, che delimitano il Belvedere e il Viale Marconi che ne è un prolungamento, il Belvedere di Enna possiede alcuni esemplari d'architettura antica, quali il Grande Albergo Belvedere, pregevole edificio classico, dalla splendida facciata.

## Panorama
Dal Belvedere di Enna, noto in ambito regionale come uno migliori dei punti di ritrovo e di osservazione paesaggistica, lo sguardo spazia dalla vicina Calascibetta, cittadina medievale, a tutto il settore settentrionale della Sicilia centrale, vale a dire fino alle vette dei Nebrodi, che cingono l'orizzonte.